# Jan Roos
Jan Roos conosciuto anche con il nome italianizzato Giovanni Rosa (Anversa, 1591 – Genova, 1638) è stato un pittore fiammingo, naturalizzato italiano.

## Biografia[1]
Originario di Anversa, Roos fu allievo di Jan de Wael e di Frans Snyders, dal quale apprese le tecniche pittoriche per la realizzazione delle nature morte che contraddistinse la maggior parte delle sue opere.

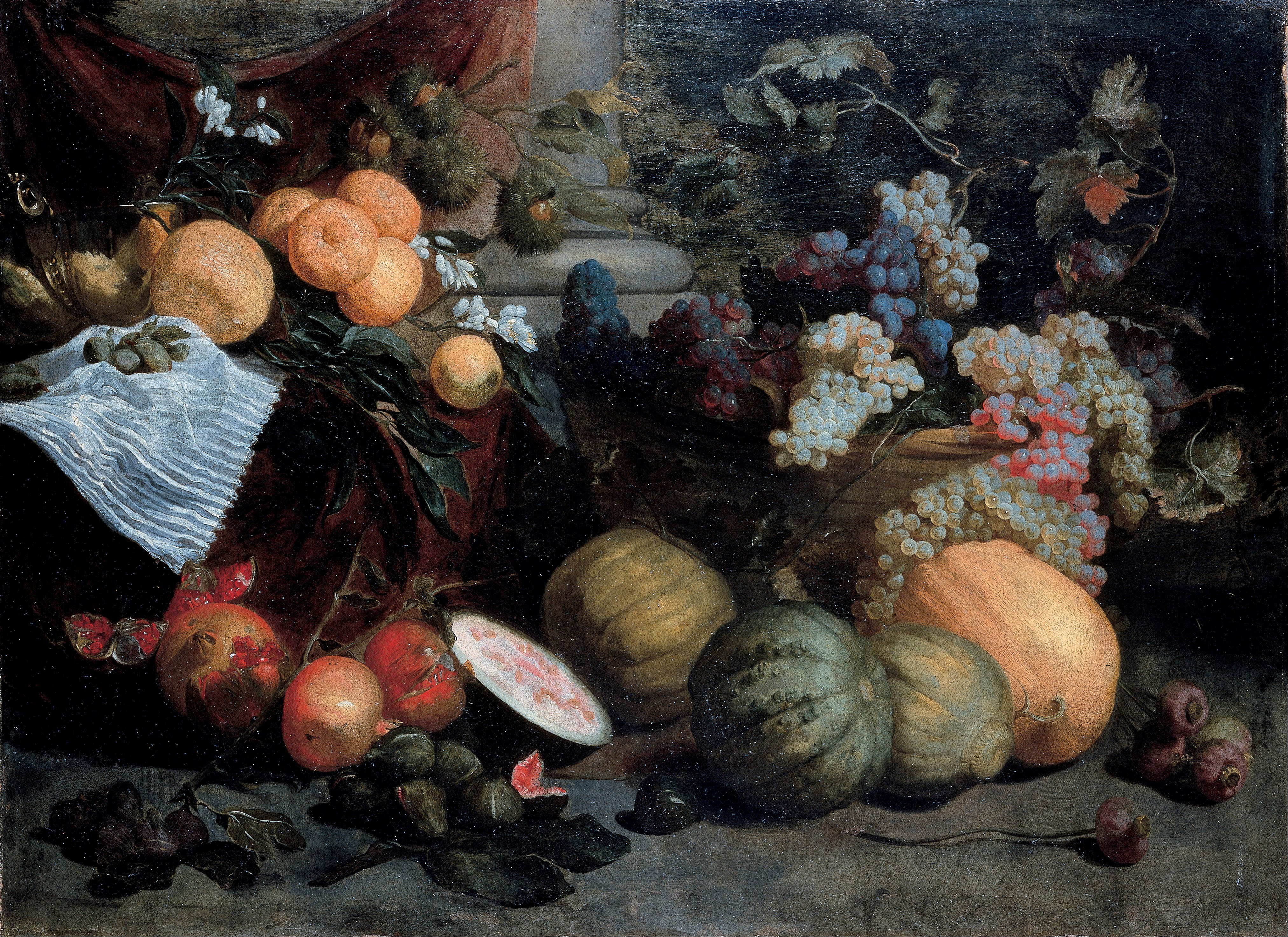
Natura morta

Giunto in Italia nel 1614, soggiornò qualche mese a Genova, ospite di Lucas e Cornelis de Wael, figli del suo maestro Jan de Wael, per poi trasferirsi due anni a Roma.
Dopo il soggiorno romano ritornò nel capoluogo ligure, ove si stabilì definitivamente e dove sposò nel 1622 l'italiana Benedetta Castagneto.
A Genova Roos aprì bottega, nella quale chiamò a lavorare il cognato Giacomo Legi. Durante la sua carriera collaborò con il più celebre Anton Van Dyck e fece da maestro al ligure Stefano Camogli.
Morì nella sua città d'adozione nel 1638, ove era ormai divenuto noto con il nome italiano di Giovanni Rosa.

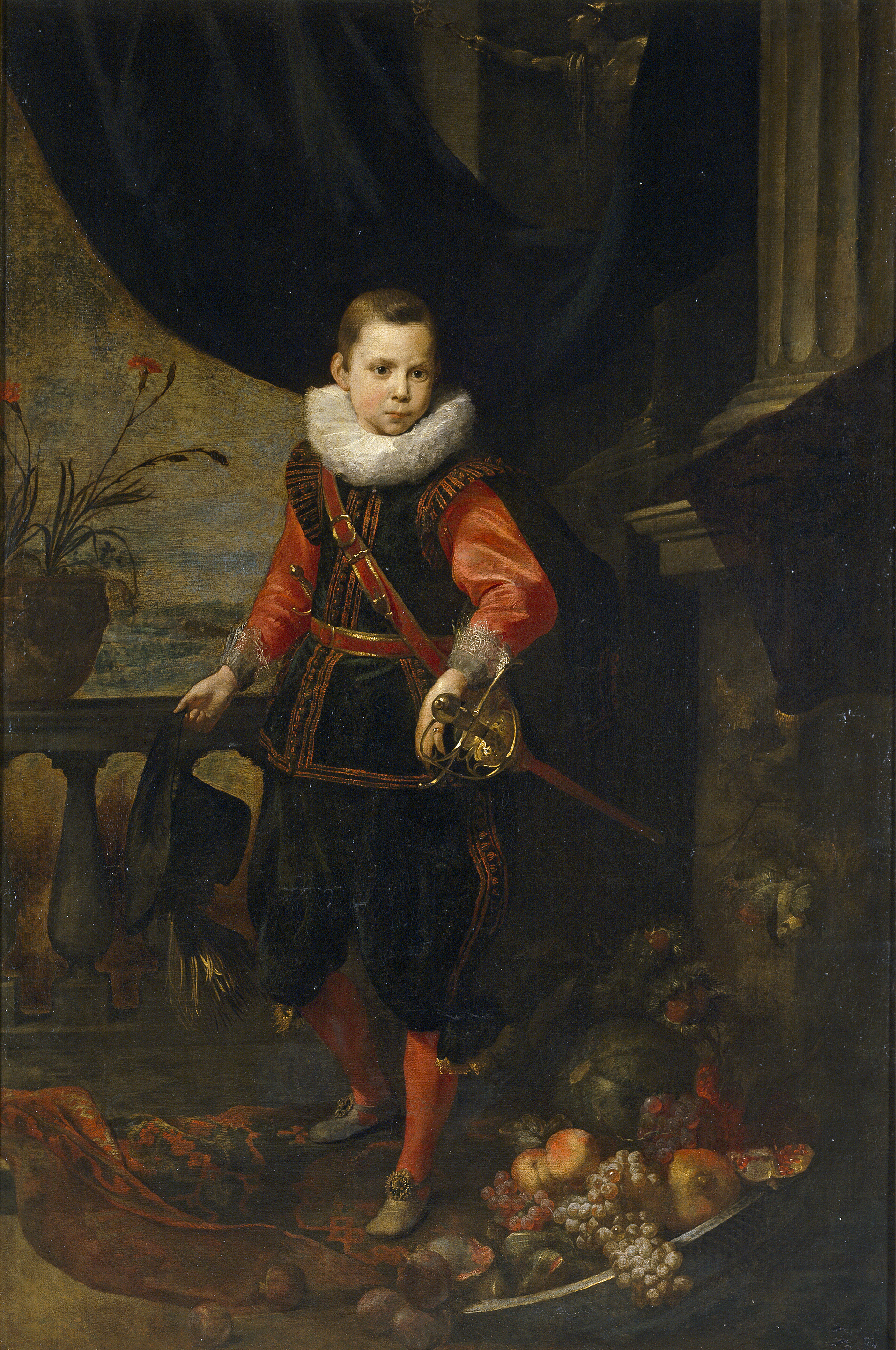
Ritratto di un ragazzo

## Opere[3]
- Natura morta con frutta e ortaggi, Galleria di Palazzo Bianco, Genova[2]
- La vendemmia di Sileno, Olio su tela, Galleria di Palazzo Bianco, Genova[2]
- Pastore con pecore e animali, Galleria di Palazzo Rosso, Genova
- Sileno: il trionfo, Olio su tela, 170x245 cm
- Funghi, piccioni, lepre, mele, brocca, alzata, Olio su tela, 72x104 cm, Collezione privata
- Cane, Lepre, Oca, cesto, colino in rame, Olio su tela, 120x152 cm, Collezione privata, Parma
- Orfeo incanta gli animali, Olio su tela, Collezione privata, Genova
- Narciso si specchia alla fonte, Olio su tela, 170x120 cm, Palazzo Reale, Genova
- Abigail e Davide, Olio su tela, 150x242 cm, Collezione privata
- Ritratto di fanciullo: Il fanciullo in bianco, Olio su tela, 149x112 cm, Collezione Durazzo Pallavicino, Genova
- Ritratto di fanciullo, Olio su tela, 172x111 cm, Museo del Prado, Madrid
- Autoritratto, Olio su tela, 91x79 cm, Galleria degli Uffizi, Firenze
- Paesaggio con animali, Olio su tela, 47.3x74 cm, Castello di Compiègne, Compiègne
- Studio di mucche e pastori, Disegno su carta, 28x18.7 cm, Gabinetto delle stampe, Roma
- Noè e la famiglia, Olio su tela, 106x137 cm
- Autoritratto?, Olio su tela, 72.5x57.5 cm, Collezione Saibene, Milano
- Studio di animali e pastori, Disegno su carta, 25.2x23.2 cm
- I doni della Terra, Olio su tela, 138x178 cm